# Château de Saint-Vérain

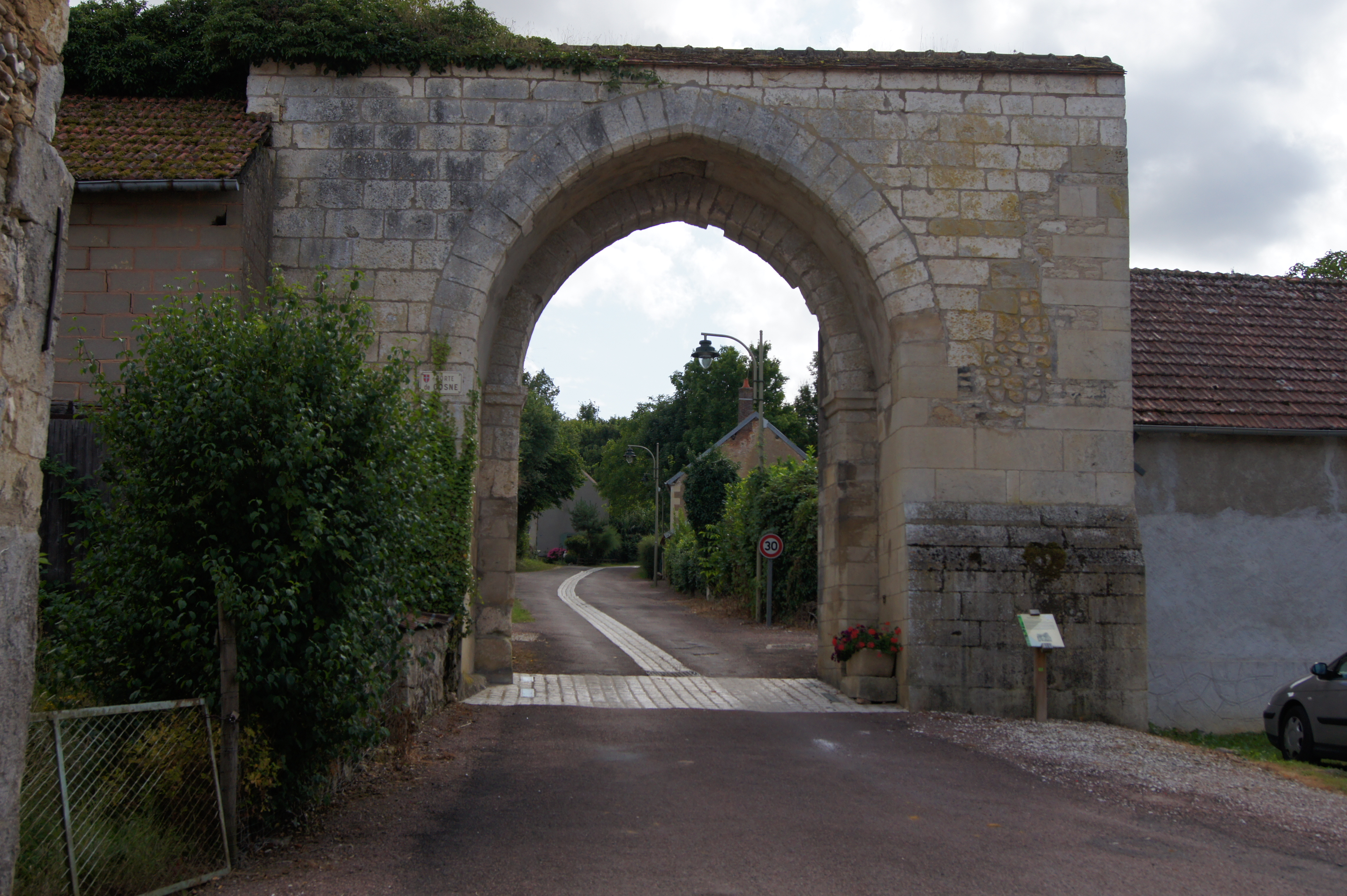
Porte de Cosne

Le château de Saint-Vérain est un édifice situé à Saint-Vérain, en France.

## Localisation
Le château est situé sur la commune de Saint-Vérain, située dans le département de la Nièvre en région Bourgogne-Franche-Comté.

## Description
Le château et le village sont situés sur une hauteur qui domine le ruisseau de la Maloise. Saint-Vérain est le plus bel exemple de bourg castral conservé dans le département. Le château est précédé de trois enceintes : la première enceinte enveloppe un parallélogramme irrégulier allongé de l'est à l'ouest. Elle était accessible par trois portes défendues chacune par deux tours rondes : portes d'Alligny, de Bitry et de Saint-Amand. Sept tours et une importante tour carrée flanquaient les courtines. À l'intérieur de cette première enceinte se trouvaient l'église à la fois prieurale et paroissiale, le prieuré, le marché et les maisons[source insuffisante].

## Historique
Les vestiges du château de Saint-Vérain sont classés aux monuments historiques en 1907
.